# 2002年體育
2002年重要國際體育賽事包括：
- 第十七屆世界盃足球賽；5月31日至6月30日於日本及南韓舉行

## 體育大事

### 4月至6月
- 6月30日——巴西以二比零擊敗德國第五次奪得世界盃足球賽冠軍。

## 足球
主條目：2002年足球